# آبشار مونگه‌فوسن
آبشار مونگه‌فوسن (به نروژی: Mongefossen) آبشاری است در کشور نروژ که ۷۷۳ متر ارتفاع دارد.  این آبشار پانزدهمین آبشار بلند جهان است.